# Los hombres lobo de Castronegro
Los hombres lobo (Les Loups-Garous de Thiercelieux en su edición original francesa) es un juego de cartas de 8 a 18 jugadores creado en 2001 por Dimitry Davidoff, Philippe des Pallières y Hervé Marly e inspirado en el juego precedente Werewolf (1986), que fue a su vez un rediseño del juego Mafia adaptando su tema al de los hombres lobo.

## Objetivo del juego
En general, existen dos bandos en la partida: aldeanos y hombres lobo. El objetivo de cada equipo es eliminar a todos los miembros del equipo contrario, con la particularidad de que la mayoría de los aldeanos ignoran quiénes son los hombres lobo (a excepción de ciertos aldeanos especiales, que pueden poseer información adicional), mientras que los hombres lobo saben quiénes son los hombres lobo y quiénes los aldeanos, pero están en minoría y deben por tanto fingir que son aldeanos. A todas las personas que reciban una carta se las denomina "jugadores" y se considera que forman "la aldea". El juego se articula en torno a dos fases: fase de día (todos los jugadores tienen los ojos abiertos y hablan, tratando de encontrar a los hombres lobo, mientras los hombres lobo se hacen pasar por aldeanos) y fase de noche (todos los jugadores tienen los ojos cerrados, salvo aquellos que van siendo llamados por el narrador y actúan en silencio).
Durante la fase de la noche, los hombres lobo abrirán los ojos en su turno para elegir una víctima, que morirá al día siguiente. Es posible que existan otros turnos por la noche, durante los cuales únicamente abrirá los ojos un aldeano con un personaje especial y aplique efectos especiales a la partida (generalmente beneficiosos para los aldeanos). Durante la fase del día, todos los jugadores intentarán descubrir quién o quiénes de entre ellos es un hombre lobo, y tras debatir, votarán a un jugador a su elección (el jugador con más votos será eliminado de la partida y mostrará públicamente su carta).
Las fases de noche y día se alternan hasta que únicamente queden hombres lobo o aldeanos vivos, y la partida termine con la victoria de uno de los dos bandos (es posible que la partida termine en empate si se juega con ciertos personajes especiales, ya que podría darse el caso de que en el turno final no quede ningún jugador vivo).

## Preparación del juego
Al comienzo de la partida se reparten tantas cartas como jugadores (a excepción del Narrador, quien no recibe ningún personaje y por tanto no es un jugador en sentido estricto). Ciertos personajes, como el Ladrón, pueden alterar el número de cartas que se reparten. Cada jugador mira su carta para saber cuál es su personaje, información que mantendrá en secreto a menos que sea eliminado. En función del número de jugadores se establecerá un mínimo recomendado de Hombres Lobo: de 8 a 11, habrá 2 Hombres Lobo; a partir de 12 jugadores, habrá 3, etc. Los creadores del juego incluyen recomendaciones para incluir otros personajes especiales, pero se trata de meras sugerencias y la decisión final sobre el número de personajes especiales y su combinación queda a discreción del Narrador.

## Comienzo de la partida
Al comenzar el juego, todos los jugadores cierran los ojos (simulando, en la ficción, que es de noche y todos duermen): solo los abrirán cuando el Narrador los llame para jugar (nombrando a los personajes que deben actuar: nunca empleará los nombres de los jugadores, puesto que esto desvelaría su papel secreto, lo cual es motor principal del juego) y volverán a cerrar los ojos en cuanto acabe su turno. Se juega el turno de preparación:
- El Narrador llama al Ladrón, quien abrirá los ojos para que el narrador le muestre las dos cartas sobrantes boca arriba, por si quiere elegir una y cambiarla por su carta de Ladrón. Si las dos cartas propuestas son de Hombre Lobo, el ladrón deberá cambiar su carta obligatoriamente.
- A continuación, el Narrador llama a Cupido, quien "lanzará sus flechas de amor" y elegirá dos jugadores a los que quiere enamorar (puede elegirse como uno de los enamorados él mismo). A continuación, este personaje se convierte en un aldeano sin poderes especiales y cerrará los ojos. El narrador tocará discretamente la cabeza de los enamorados para que estos puedan abrir los ojos y reconocerse (sin mostrarse sus personajes). Una vez se hayan reconocido, los enamorados vuelven a cerrar los ojos.

El Narrador decide si los aldeanos votarán a un Capitán (función adicional, independiente del personaje) por mayoría simple, o si el Capitán será elegido más tarde en el transcurso de la partida.

## Desarrollo de la partida
Tras la sucesión del turno de preparación y la posible elección de Capitán, se procede a jugar la primera noche.
- Durante la Noche todos los jugadores duermen y el Narrador irá llamando a cada personaje en el siguiente orden:
  - Vidente: elige un jugador y el Narrador le mostrará la carta de dicho jugador.
  - Hombres Lobo: eligen en silencio y por consenso a un jugador a quien quieren matar, señalándolo al Narrador. Si no hay unanimidad, no hay muerte, por lo que dispondrán de un tiempo limitado para elegir a su víctima (a discreción del Narrador). Durante el turno de los hombres lobo, el aldeano con el papel de la Niña puede entreabrir los ojos para espiar, pero la Niña no es llamada expresamente por el narrador, simplemente sabe que goza de esta habilidad especial.
  - Bruja: El Narrador le señala al jugador que está a punto de morir  (si lo hay) y ésta decidirá qué hacer. Puede salvarlo, gastando su Poción de la vida, o dejarlo morir. La Bruja tiene asimismo la opción de gastar su Poción de la muerte para eliminar al jugador que desee. Tras gastar estas pociones (un solo uso por partida de cada poción), la Bruja pasa a actuar como cualquier otro simple aldeano y no volverá a ser llamada durante la Noche.

- Una vez han jugado los personajes anteriormente descritos, se procede a la fase de Día. El narrador indicará quién ha muerto esa noche y a continuación los jugadores que sigan vivos debatirán para tratar de desenmascarar a los hombres lobo. Las reglas permiten expresamente farolear (anunciar en voz alta que uno encarna un personaje que no es realmente) o decir la verdad: lo único que se prohíbe es mostrar la carta de personaje que uno tenga. Los hombres lobo intentarán hacerse pasar por aldeanos (simples aldeanos o aldeanos con poderes especiales), los aldeanos tratarán de deducir quién miente o quién es un hombre lobo guiándose por las votaciones y las muertes previas, por la actitud o el nerviosismo de resto de jugadores, etc. Los aldeanos con personajes especiales intentarán usar su información en provecho del pueblo, con cuidado de no ser descubiertos, porque ser demasiado obvios podría suponer su muerte en la noche siguiente, a manos de los hombres lobo. Una vez los jugadores se han hecho una idea de quién puede ser un hombre lobo, se procede a una votación. Las reglas originales sugieren que tras la primera votación el Narrador elija a 2 candidatos para ser linchados y a continuación se efectúe una segunda votación únicamente entre estos dos candidatos: el jugador que reciba más votos es eliminado de la partida (linchado por el pueblo) y deberá mostrar su carta de personaje a los demás.

Cada vez que un jugador muera, ya sea debido al ataque de los Hombres Lobo, la Poción de la muerte de la Bruja, el disparo del Cazador, el suicidio por estar enamorado o simplemente el linchamiento del pueblo, debe revelar su carta de personaje.
- La partida prosigue así, alternando noche y día, hasta que un bando haya eliminado al otro.
  - La primera edición de las reglas señalaba que los hombres lobo ganaban si conseguían eliminar al penúltimo aldeano (es decir, que en el caso de que en un día quedasen vivos únicamente un aldeano y un hombre lobo, ganaban los hombres lobo automáticamente). Las ediciones posteriores establecen que para ganar han de eliminar al otro bando por completo (Condiciones de Victoria, página 4, Edición La Aldea: Les Villageois gagnent s’ils éliminent le dernier Loup-Garou. Les Loups-Garous gagnent s’ils éliminent le dernier Villageois. Cas particulier : si les Amoureux sont 1 Loup-Garou + 1 Villageois, ils gagnent dès que tous les autres joueurs sont éliminés.).
  - Los aldeanos, en cualquier caso, deben eliminar a todos los hombres lobo para ganar la partida.
- Se considera ganadores a todos los jugadores que compartiesen bando con el vencedor, independientemente de que hayan llegado al final de la partida vivos o muertos.
  - Los enamorados son una excepción a la anterior regla: perderán la partida si están muertos y la ganarán si están vivos; forman un bando independiente y no pueden ganar muertos.

## Personajes - Equipo de los Aldeanos
- Narrador: Dirige la partida, modera el diálogo e informa de los sucesos acontecidos. A su discreción quedan la interpretación de las reglas y las dudas. No es un personaje como tal, pero puede influir en la partida, tanto en favor de los aldeanos como en el de los lobos. No tiene un equipo porque no se lo considera un jugador más.

- Aldeano: Es un habitante común y corriente de la aldea de Castronegro. No tiene poderes especiales y su objetivo es linchar (eliminar del juego) a todos los hombres-lobo de la aldea.

- Aldeano-Aldeano: Es un habitante común y corriente de la aldea de Castronegro, con la condición especial de que su identidad es pública. No tiene poderes especiales y su objetivo es linchar (eliminar del juego) a todos los hombres-lobo de la aldea.

- Ankú: Es un aldeano cuyos poderes se activan después de morir. Tiene la capacidad de votar en dos linchamientos después de muerto y para eso se le permite hablar con los muertos. Es un personaje oficial de la versión online del juego.

- Cupido: Es un aldeano cuyos poderes se activan únicamente una vez, la primera noche. Tiene la capacidad de enamorar a dos personas, que quedarán enlazadas por el resto de la partida. Los enamorados se conocen al final de esa misma noche, y deben conocer sus identidades. Sean cuales sean, su objetivo es sobrevivir juntos para ganar la partida. Si uno muere, el otro se suicida por amor.

- El anciano: Es un aldeano cuyos poderes siempre están activos. Para morir necesita ser atacado dos veces seguidas por los hombres lobo, lo mismo si el infecto padre quiere convertirlo en lobo. Puede morir de  forma directa si es atacado por la bruja, el cazador o el barbero, pero al morir, todos los personajes especiales pierden sus poderes. Si tras haber sido asesinado por los hombres lobo, o transformado en hombre lobo por el infecto padre, es revivido por la bruja, no recupera sus inmunidades. Además, si lo expulsan de la aldea, es decir, si lo linchan (eliminan del juego), el tonto del pueblo morirá si este ya ha mostrado su identidad.

- El asesino: Es un aldeano cuyo poder se activa cuando lo expulsan de la aldea, es decir si lo linchan (eliminan) del juego. Si el asesino es eliminado con mínimo 4 votos, podrá matar a una persona dos noches después de su eliminación. Es un personaje oficial de la versión vietnamita del juego.

- El caballero de la espada oxidada: Es un aldeano cuyo poder se activa tanto si muere como si lo expulsan de la aldea. Cuando sucede, el hombre lobo más cercano a él por su izquierda muere, y su muerte debe ser anunciada por el narrador al día siguiente.

- El cabeza de turco: Es un aldeano cuyo poder se activa cuando en un linchamiento hay un empate. Entonces, él se sacrifica por la aldea, siendo él, el personaje eliminado del juego. Sin embargo, está acción acarrea dos castigos para la aldea de Castronegro; Por un lado, él decide quién vota y quién no en la siguiente votación. Y por el otro, si se diera la casualidad de que solo permite votar a una persona, algo que puede hacer perfectamente, habrá otra consecuencia. Si esa persona resulta ser un aldeano y muere durante la noche antes de la votación que le tocara realizar, al día siguiente no habrá linchamiento alguno, ya que la persona elegida  por el cabeza de turco está muerta.

- El cazador: Es un aldeano cuyo poder se activa tanto si muere como si es expulsado de la aldea. Dispara una última bala al jugador que él quiera, y la persona que recibe su bala muera. Ese disparo se produce independientemente de si está enamorado o no. Es un personaje que puede provocar un empate técnico ya que puede provocar que no queden personajes vivos en la aldea.

- El domador de osos: Es un aldeano cuyo poder obliga a gruñir durante el primer día al narrador. Se despierta en la primera noche únicamente para confirmar su presencia. Si cayera en el influjo del infecto padre, el narrador está obligado a gruñir todos los días desde ese momento.

- El gato del destino: Es un aldeano cuyo poder se activa por la noche, pero no tiene la obligación de usarlo. Tiene nueve vidas, pero se van perdiendo de dos en dos cada vez que pasa un día, o si es atacado por los hombres lobo,  o usa su poder para averiguar la identidad de un personaje. Si pierde 8 vidas, se transforma en un aldeano común. Es un personaje oficial de la versión vietnamita del juego.

- El nigromante o chamán: Es un aldeano cuyos poderes siempre están activos. Se despierta todas las noches para hablar gestualmente con los muertos. Obliga a los muertos a seguir jugando como si estuvieran vivos. Es un personaje oficial de la versión online del juego.

- El noctámbulo: Es un aldeano cuyos poderes siempre están activos. Es el último en irse a dormir cada día, ya que debe elegir a su guardián, la persona con la que dormirá esa noche. Entonces, el noctámbulo conocerá la identidad de su guardián y provocará que durante esa noche no pueda activar sus poderes. Es un personaje oficial de la versión online del juego.

- El juez tartamudo: Es un aldeano cuyos poderes se activan por el día. Se despierta sólo la primera noche para acordar una señal con el narrador. Entonces, y únicamente una vez por partida, podrá provocar un segundo linchamiento durante el mismo día, si realiza esa señal. Si se diera el caso, ese segundo linchamiento debe realizarse sin debate.

- El protector: Es un aldeano cuyos poderes se activan por la noche. Se despierta para proteger a una persona durante esa noche. Se puede proteger a sí mismo pero no puede proteger a nadie dos veces seguidas. Tampoco puede proteger a la niña pequeña, ni protege del flautista, ni del conejito de pascua ni del infecto padre.

- El titiritero: Es un aldeano cuyos poderes se activan por la noche. Se despierta antes que los hombres lobo y puede suplantar la identidad de cualquiera de ellos, cualquier noche, y las veces que quiera. Solo se puede despertar en manada y debe actuar como un hombre lobo normal. Es un personaje oficial de la versión online del juego.

- El tonto de la aldea: Es un aldeano cuyo poder siempre está activo. No puede eliminarse o salir linchado del juego y si sucediera, está obligado a revelar su identidad. En caso de hacerlo, seguirá jugando, pero pierde el derecho a voto durante el resto de la partida. Además, solo puede morir si lo ataca un hombre lobo o el cazador. Si muere siendo el alguacil de Castronegro, el cargo se perderá para siempre durante la partida.

- El zorro: Es un aldeano cuyo poder se activa por la noche. Cuando se despierta, señala a tres personas, si de entre ellas hay un hombre lobo, mantendrá su poder para la noche siguiente. Es el narrador quién le indicará si ha acertado o no, ya que no puede ver las identidades de las personas a las que señala. No está obligado a utilizar su poder.

- La bruja: Es una aldeana que tiene dos pociones mágicas en su poder. Una poción tiene la capacidad de revivir a un personaje ya fallecido, y la otra tiene la capacidad de matar. Se despierta por la noche y no está obligada a usar su poder. Puede revivirse a sí misma.

- La dama de la Luna: Es una aldeana cuyo poder se activa todas las noches. Nunca pasa las noches sola, siempre está acompañada por alguien que ella elige. Como esa persona disfruta de su compañía, no podrá usar sus poderes esa noche. Es un personaje oficial de la versión vietnamita del juego.

- La farmacéutica: Es una aldeana que tiene dos pociones, una poción anestésica, que provoca la pérdida de poderes para aquella persona que la reciba, y la poción de vida, que solo será útil si la recibe la bruja. Si la bruja recibe esa poción, la bruja podrá revivir con ella a quien desee. Es un personaje oficial de la versión vietnamita del juego.

- La niña pequeña: Es una aldeana infante cuyo poder consiste en espiar a los hombres lobo mientras estos actúan por la noche en manada. Obliga a todos los jugadores a dormir con los ojos tapados con las manos, para que la niña pueda espiar con cautela y discreción. Si durante el turno de los hombres lobo, es descubierta por la manada, pasará a ser automáticamente la víctima de esa noche, en lugar de cualquiera que hubieran decidido anteriormente. No puede hacerse pasar por un hombre lobo.

- Las dos hermanas: Son dos aldeanas de una misma familia, dos hermanas que están muy unidas. Su unión es tan fuerte que se ven durante las noches a escondidas para trazar un plan estratégico juntas. Cuando una de ellas muere, la restante se convierte en una aldeana común. Se despiertan en la primera noche y luego una noche de cada dos.

- La vidente: Es una aldeana cuyo poder se activa todas las noches. Tiene la capacidad de ver la identidad de un personaje que ella misma elija. Está obligada a usar su poder y solo puede ver la identidad de una sola persona.

- Los tres hermanos: Son tres aldeanos de una misma familia, tres hermanos que están muy unidos. Su unión es tan fuerte que se ven durante las noches a escondidas para trazar un plan estratégico juntos. Cuando dos de ellos muere, el restante se convierte en un aldeano común. Se despiertan en la primera noche y luego una noche de cada dos.

- El astrónomo: Es un aldeano cuyo poder es nocturno. Tiene la capacidad de leer las constelaciones del cielo y transmitir sus mensajes por la noche. Este personaje obliga a todos los jugadores a escribir un mensaje tras celebrar el linchamiento. Entonces, durante la noche, siendo el primero en despertar, escogerá al azar un mensaje escrito que el narrador leerá en voz alta. Los mensajes no pueden ser acusadores y deben respetar los nombres de los personajes del juego. Es un personaje oficial de la versión online del juego.

- El cuervo: Es un aldeano cuyo poder se activa por las noches. Su poder solo afecta a un jugador que esté ocupando un edificio, por lo que no se podrá utiliza si no se juega con ellos. La persona que se vea afectada por su marca, tendrá dos votos en contra antes de empezar el linchamiento.

- La gitana: Es una aldeana cuyo poder se activa por las noches. No está obligada a usar su poder ya que puede emplearse como máximo 5 veces, una por cada carta de espiritismo existente. Se despierta por la noche y si emplea su poder, el narrador debe leerle todas las cartas de espiritismo, hasta que la gitana elija una carta. Cada carta tiene varias preguntas. La gitana elige qué pregunta de la carta elegida se realizará. Entonces, elije a un médium, otro jugador que, durante el día, realizará delante de todos la pregunta elegida por la gitana la no he anterior. En ese momento, la primera víctima, es decir el primer jugador fallecido contestará con un sí o con un no. Una vez empleada la carta de espiritismo, está se retira del juego, y así sucesivamente. Cuando la gitana ha empleado todas las cartas de espiritismo se convierte en una aldeana normal.

- El pirómano: Es un aldeano cuyo poder se activa por las noches. Su poder solo afecta a los jugadores que estén ocupando un edificio, por lo que no se podrá utiliza si no se juega con ellos. El edificio que se vea afectada por su marca, arderá en un incendio, lo que obligará a retirar ese edificio de la partida. Automáticamente, todas las personas residentes de ese edificio, se convertirán en vagabundos. Si dentro de ese edificio hubiera un hombre lobo, el hombre lobo más cercano a la derecha de este morirá, provocando que no pueda haber ninguna muerte más esa misma la noche.

## Personajes - Ambiguos: Pueden ayudar a uno u a otro bando según la situación
- El comediante: Es un aldeano cuyo oficio es el de ser actor. Trabaja por la noche y dispone de tres papeles que puede interpretar cuando él quiera. No está obligado a usar su poder y esos tres papeles deben ser tres personajes con poderes especiales, con la excepción de que no pueden ser hombres lobo. Esas cartas están expuestas a toda la aldea y una vez empleadas se retiran del juego. Al gastar todas las cartas, se convierte en un aldeano común.

- El fantasma: Es un aldeano cuyo poder se activa al morir otra persona. Se despierta la primera noche para elegir a una persona a la que perseguir cual acosador. Si la persona elegida muere, el fantasma se vuelve inmune contra los hombres lobo. Sin embargo, si además de su persona elegida, también muriesen todos los hombres lobo, entonces él se transformará en un hombre lob común. Es un personaje oficial de la versión vietnamita del juego.

- El ladrón: Es un aldeano cuyo poder se activa durante la noche. Se despierta solo la primera noche para conocer las identidades de las dos cartas sobrantes que se habrán colocado sobre la mesa tras repartir el resto de las cartas entre los jugadores. El ladrón puede elegir qué rol desempeñar en la partida después de averiguar cuales son esas dos cartas. Una vez hecha su elección no puede retractarse. Si se decide incluir este personaje en la partida, deben añadirse dos cartas adicionales antes de repartir y serán estás cartas sobrantes las que podrá elegir. Las identidades de esas dos cartas no son públicas.

- El niño salvaje: Es un aldeano infante cuyo poder podría suponer un castigo para la aldea. Se despierta sólo la primera noche para elegir a su modelo a seguir, el que será su mentor. Si su modelo muere, se transformará en un hombre lobo. En los linchamientos, puede votar en contra de su mentor.

- El perro lobo: No es un aldeano, ni tampoco un lobo. Solo él puede determinarlo al despertarse la primera noche. Si lo hace, lo hará con el resto de los lobos, como un hombre lobo común. Si no lo hace, será un aldeano común. Una vez hecha su elección no puede cambiar de padecer.

- El vengador: Es un aldeano de fuertes convicciones e ideales. No es bueno ni malo, él simplemente apoya un bando. Su poder se activa por la noche, en concreto solo durante la primera. Esa noche, elegirá un bando al que apoyar, o el de los aldeanos, o el de los hombres lobo, y también elegirá a su víctima, la persona de la que se vengará cuando él muera. Si al morir la persona a la que eligió pertenecía al bando contrario al que él apoyaba, ella también morirá, en caso contrario no sucederá nada. Es un personaje oficial de la versión vietnamita del juego.

- La abnegada sirvienta: Es una aldeana cuyo poder se activa por el día. No está obligada a emplear su poder. Su poder consiste en usurpar la identidad de la persona linchada o expulsada de la aldea si ella así lo desea. Al hacerlo, ella desvela su identidad pero gana la de su amo, al que aparentemente le ha estado sirviendo fiel hasta ahora. No puede emplear su poder si está enamorada y al recibir la identidad de su amo, si tenía poderes especiales los adquiere totalmente restaurados exceptuando los del comediante y los de la gitana, de los que solo recibirá aquello que no hayan utilizado hasta el momento (Personajes, cartas de espiritismo).

Además su poder trae consigo unas condiciones extra para el juego: 
- Si su amo estaba enamorado o encantado, la ex-sirvienta no lo estará.
- Si su amo era cupido o desempeñaba el cargo de alguacil o de guardia, ella no lo será.
- Si al asumir la identidad de su amo, la abnegada era guardia o alguacil, el cargo se pierde y no se recupera durante el resto de la partida.
- Si al asumir la identidad de su amo estaba encantada deja de estarlo.
- Si al asumir la identidad de su amo, estaba bajo el influjo del infecto padre, continúa estándolo.
- Si asume la identidad del flautista, deberá conocer a las personas que ya están hechizadas. Lo mismo sucedería si asumiera al conejito de pascua.
- Si en algún momento de la partida, después de usar sus poderes,  asume la identidad del guardia, las cartas que hayan usado otros guardias tampoco podrán ser utilizadas.

- La muerte: Es un aldeano cuyo poder se activa cuando mueren otros personajes del juego. Tiene la capacidad de arrebatarle la identidad a la persona a la que elije durante la primera noche, la única noche que se despierta. Para arrebatarle la identidad, primero debe morir la persona elegida. Si la identidad nueva de la que fue la muerte es un personaje cuyos poderes son de un solo uso, no los tendrá si ya se han utilizado anteriormente. El muerto al que arrebata la identidad, como jugador queda eliminado de la partida. Es un personaje oficial de la versión vietnamita del juego.

## Personajes - Equipo de los Hombres Lobo
- Hombres lobo: Se despiertan todas las noches y en manada, matan a una persona. Están obligados a matar y deben ponerse de acuerdo para hacerlo.

- El infecto padre de todos los hombres lobo: Se despierta con todos los hombres lobo para matar a una persona, pero si quiere, y solo una vez por partida, puede elegir si salvar a la persona a la que han matado. Para hacerlo, se despierta una segunda vez, después de que la manada se haya dormido y no está obligado a usar su poder. La persona salvada, se transforma en un hombre lobo, pero conserva sus poderes especiales si es que los tenía.

- El hombre lobo de fuego: Su poder se activa cuando el primer hombre lobo muere. Solo puede utilizarlo una vez. Cuando se activa su poder, se despierta después del resto de los lobos y del infecto padre y muerde a otra persona. La persona atacada por el hombre lobo de fuego, pierde sus poderes para siempre. Es un personaje oficial de la versión vietnamita del juego.

- El hombre lobo de hielo: Se despierta todas las noches dos veces. La primera lo hace él solo, antes que el resto de los lobos, la segunda en manada. Cuando se despierta él solo, muerde a una persona de su elección y durante esa noche ese jugador pierde sus poderes. Es un personaje oficial de la versión vietnamita del juego.

- El hombre lobo feroz: Se despierta todas las noches dos veces. La primera lo con el resto de los lobos, la segunda el solo. Cuando se despierta él solo, muerde a una persona de su elección la mata, provocando una segunda muerte. Se despierta después del infecto padre y antes que el lobo de fuego. Si un hombre lobo muere, sea del tipo que sea, o muere el niño salvaje o el perro lobo, pierde sus poderes y se transforma en un hombre lobo común.

- El hombre lobo clarividente: Se despierta todas junto a la manada de lobos, y antes de designar una víctima puede averiguar la identidad de un jugador. Si algún hombre lobo muere pierde su poder y se transforma en un hombre lobo común. No está obligado a usar su poder. Es un personaje oficial de la versión online del juego.

- El hombre lobo perdido: Se despierta antes que cualquier otro hombre lobo y elige a una persona. Si esa persona es atacada después por los hombres lobo, el hombre lobo perdido se transformará en un hombre lobo común la noche siguiente, pero la persona atacada se salvará. En caso contrario no sucederá nada y el hombre lobo perdido seguirá sin encontrar su manda. Es un personaje oficial de la versión vietnamita del juego.

- Los hermanos lobo: Son dos hombres lobo que se despiertan por la noche para decidir quién de los dos es el mayor y quién es el menor. El mayor actuará como un hombre lobo común mientras que el menor vivirá camuflado como un aldeano, por lo tanto no se despertará con el resto de los lobos. En el momento en el que el hermano mayor muera, el hermano menor comenzará a matar por las noches con el resto de la manada tal y como lo hacía su hermano mayor, pero, además, la primera noche matará a otra persona por venganza. Son dos personajes oficiales de la versión online del juego.

## Personajes - Solitarios: Tienen objetivos propios dentro del juego
- El abominable sectario : Este anciano aldeano está amargado por la situación que vive la aldea de Castronegro y ha dado con la solución al problema. La primera noche se despertara y el narrador dividirá a los jugadores en dos grupos, que no tienen por qué ser iguales en cuanto a cantidad de personas. El sectario estará en uno de esos dos grupos y desde ese momento su objetivo será eliminar a las personas del grupo contrario a través de los linchamientos. Si lo consigue, él será el ganador de la partida.

- El ángel : Es un aldeano, de un corazón puro y noble cuyo objetivo es sacrificarse por el resto. Si muere la primera noche o es expulsado de la aldea durante la primera votación, él es el ganador, sino lo consigue, se convierte en un aldeano común. Si se juega con este personaje, el juego comienza con un día y no con una noche.

- El conejito blanco : Reparte huevos de pascua de chocolate todas las noches. Cuando ha conseguido que todos los jugadores tengan dos huevos de chocolate, gana la partida. Cada vez que se despierta da dos chocolates, pero no puede dar los dos a la misma persona. Si lo consigue, él gana la partida. Es un personaje oficial de la versión online del juego.

- El flautista : Se despierta todas las noches para hechizar a dos jugadores. Gana la partida si consigue hechizar a todos los jugadores vivos. Si se convierte en hombre lobo, abandona su objetivo. No se puede hechizar a sí mismo. La bruja no cura su hechizo. El protector no protege de su hechizo. Los jugadores hechizados conservan sus poderes. Los enamorados no se transmiten el hechizo. Los hombres lobo no son inmunes a su hechizo.

- El hombre lobo albino : Su objetivo es ser el único superviviente de la aldea. Para eso, se despierta como un hombre lobo común para matar aldeanos y  en las noches pares, se despertará una segunda vez para matar a un hombre lobo, sin importar del tipo que sea.

## Expansión N.º1:Los hombres lobo de Castronegro - Luna nueva
Publicada en 2006, la expansión “Luna Nueva” enriquece el juego básico. Propone normas alternativas para el juego e introduce nuevos personajes, así como cartas especiales de eventos aleatorios que afectan ocasionalmente el transcurso de la partida.
- Información de la expansión

Se incluye una baraja de “36 cartas de eventos” y 5 etiquetas adhesivas de personaje. Estas etiquetas se pegan a las cartas de simple aldeano originales: el manual justifica la decisión de no incluir los nuevos personajes en forma de cartas, sino como adhesivos, por razones de precio.
Estos nuevos personajes son los siguientes:
- El protector
- El tonto del pueblo
- El cabeza de turco
- El anciano del pueblo
- El flautista

- Cartas de eventos

Al comenzar el turno del día (salvo el primero), el Narrador tiene la opción de jugar una carta de evento. Está carta puede ser escogida por el narrador o al azar por el guardia, aunque sea cual sea la situación será el guardia quién deberá ser leer y comunicar los efectos de las cartas. Esos efectos pueden ser inmediatos, permanentes, temporales o temporales con efecto retardado. Revisten naturalezas diversas, por ejemplo: la prohibición de pronunciar las palabras "yo" o "lobo" durante un día; cambiar el sistema de votación; los aldeanos especiales intercambian sus poderes una noche; la bruja puede recuperar una poción ya gastada; En total existen 9 variantes  y 36 cartas de evento:

## Variantes de juego
- 1.- Luz de Luna : Consiste en jugar al aire libre, de noche, a poder ser en un lugar donde el cielo sea visible. Cada jugador tendrá una vela encendida que se deberá apagar cuando se sepa que ha muerto el jugador al que pertenece. La vela puede ser apagada por las víctimas después de los linchamientos o por los hombres lobo durante su ataque. Si se apagan varias velas, no habrá víctimas esa noche.

- 2.- Comunidad de aldeas : Consiste en jugar formado dos aldeas y llevar dos partidas a la vez con grupos distintos. Lo ideal es que se juegue con dos narradores o mínimo un narrador por cada aldea. Tras los linchamientos, se da la opción de que las personas puedan mudarse de aldea. Se recomienda que se limite la mudanza a dos personas por cada linchamiento. Si se juega dentro de casa lo ideal sería estar en habitaciones separadas, si se hiciese en el exterior, se recomienda que haya una separación de unos 20 m.

- 3.- Pues va a ser que no es : La votación en los linchamientos cambia. Todos los jugadores se ponen de pie. Aquel situado a la izquierda de la víctima de la noche anterior acusa a otro jugador. Este jugador se defiende. Si otros jugadores le creen  se sentará y culpará a otro jugador y así sucesivamente. Cuando a alguien no se le crea será esa la persona expulsada.

- 4.- Pintadas en la pared : Consiste en leer los mensajes que los aldeanos escriben en la pared del ayuntamiento. Puede leerlos tanto el narrador como el guardia. Los mensajes se escriben antes de realizar los linchamientos y se leen antes de dormir. Pueden leerse tantos mensajes como el narrador / guardia quiera, en cualquier orden. Los mensajes deben ser anónimos  y respetar los nombres de los personajes del juego.

- 5.- Mi otro yo : Hay dos formas de jugar esta variante. La primera solo es apta para grupos formados entre 7 y 9 jugadores. Se reparten dos identidades. Una será pública y la otra privada. Las identidades que se pueden usar de forma pública son: La vidente, el cazador, la bruja, cupido, el protector, el anciano, el cabeza de turco y el aldeano común. El personaje público restante debe ser un aldeano (si juegan 9 jugadores). Las identidades privadas deberán ser dos hombres lobo y el resto aldeanos (la cantidad dependerá según cuantas personas jueguen). Con esta variante no pueden jugar: El ladrón, la niña pequeña, el tonto de la aldea, el flautista y el conejito blanco. La otra forma de jugar está variante consiste en que ambas identidades sean privadas.

- 6.- Festival de la cosecha : Todos los jugadores se encuentran ebrios de alcohol y no se comportan como normalmente harían:

- Los hombres lobo solo pueden matar a alguien que se encuentre cerca de ellos sentado
- La vidente elige a una persona pero recibe dos identidades más, las de las personas más cercanas a la persona elegida, y ella no sabrá a quién pertenece cada una de ellas.
- El cazador solo puede disparar su bala a un jugador que tenga sentado a su lado
- La niña espiará a la bruja
- El ladrón puede cambiar la carta a otro jugador pero no con las cartas que le corresponden.
- Si hay empate el cabeza de turco ya no es linchado
- La bruja tiene problemas con sus pociones. El narrador tirará las dos partes de la caja o dos monedas distintas al aire:

- Dos cruces o las dos partes de la caja boca abajo: Jugador curado
- Una cruz (Moneda grande) y otra cara (Moneda pequeña) o una parte de la caja boca abajo (Parte superior) y la otra boca arriba (Parte inferior): Curado y transformado en aldeano común
- Una de cara (Moneda grande) y otra de cruz (Moneda pequeña) o una parte de la caja boca arriba (Parte superior) y la otra boca abajo (Parte inferior): Curado y transformado en hombre lobo común
- Dos caras o las dos partes de la caja boca arriba: Jugador eliminado
- Cupido forma una pareja de infieles (de tres, primero se conocen dos y luego se despierta uno de ellos junto con un tercer). Si la persona infiel muere su amante también. Si lo hace la parte fiel de su pareja, el infiel no morirá por amor.
- El protector solo puede protegerse a sí mismo o a uno de los que tiene al lado
- El flautista solo puede hechizar a una persona por turno. Lo mismo aplica para el conejito blanco.

- 7.- La peste negra : Ningún jugador sabe que se está aplicando esta variante salvo el narrador. Todo transcurre con normalidad salvo que la a la hora de comunicar las muertes, no serán las elegidas entre los lobos. La primera será elegida por el narrador y las siguientes las irán eligiendo los propios muertos, uno tras otro hasta que la aldea quede deshabitada. Ganaran los aldeanos si descubren la peste negra.

- 8.- Fascinación Lupina: Los hombres lobo en lugar de matar hechizan. Las personas hechizadas pierden sus poderes y mantienen su anonimato. Si una persona hechizada es expulsada, todas las demás mueren (todas las demás personas hechizadas). Si eso sucede, los hombres lobo ganan la partida.

- 9.- Luna nueva: Consiste en aplicar una de las 36 cartas de evento tanto a través del narrador como a través del guardia. Las cartas de evento pueden aplicarse todas las noches, exceptuando la primera.

## Expansión N.º2:Los hombres lobo de Castronegro - La aldea
Publicado en octubre de 2009, este juego contiene el juego original de Los hombres lobo de Castronegro además de la expansión n.º 2 La aldea (la primera expansión, Luna nueva, no está incluida, pero es compatible). Las cartas de La Aldea no se puede mezclar con las del juego original, ya que no son del mismo tamaño. La aldea contiene 16 edificios, 29 oficios relacionados con los mismos y 3 nuevos personajes.
- Edificios y oficios: Cada edificio tiene un poder específico sobre el personaje que lo habita. Este poder puede tener una naturaleza temporal o permanente.
  - Los granjeros: En la segunda ronda los granjeros votan para designar quién de ellos será el Capitán. Si este es eliminado, él mismo designa a un sucesor entre los granjeros vivos. Si mueren todos los granjeros, el cargo de Capitán se elimina de la partida.
  - El confesor: Este personaje puede decidir ver la carta de otro jugador en cualquier momento del día. Solo puede usar su poder una vez durante la partida.
  - El boticario: En cualquier momento del día, el boticario puede devolver a un jugador su poder único, si este ya ha sido utilizado. El narrador colocará de nuevo la ficha de poder sobre el edificio de dicho jugador (para un solo uso). Después de realizar su acción, el boticario deberá entregar su ficha al narrador.
  - La institutriz: Todos los días, justo antes de las votaciones, la institutriz puede prohibir votar a dos jugadores durante ese turno, amonestándolos. Ella misma no podrá votar nunca. Tanto la institutriz como los jugadores amonestados pueden participar en el debate, no obstante. La institutriz puede prohibir el voto al tabernero, pero nunca puede amonestar a un vagabundo.
  - El panadero: Todas las noches, inmediatamente después de que el narrador haya dicho “los hombres lobo vuelven a dormirse”, el panadero puede abrir los ojos, intentando así descubrir a alguno de ellos.
  - El barbero: En cualquier momento del día(de toda la partida)  puede eliminar a un jugador que elija. Si el jugador degollado resulta ser un hombre lobo, el barbero será felicitado y su crimen será perdonado. En caso contrario, él mismo será también ejecutado. El barbero no puede eliminar a un vagabundo. Después de realizar su acción deberá entregar su ficha al narrador.
  - El alcalde: En el momento en que un edificio quede libre, puede proponer a un vagabundo ocuparlo. El jugador cambiara de lugar situándose detrás del edificio y consiguiendo la ficha de su nuevo alojamiento. Si una mañana aparecen varios edificios sin dueño, se procederá del mismo modo con cada uno de ellos. Si el alcalde muere, la reasignación de edificios cesará. Un vagabundo puede rechazar ocupar el edificio propuesto por el alcalde.
  - Los vagabundos: No poseen un edificio propio. Los poderes de la institutriz, el barbero, el cuervo y el pirómano no tienen efecto sobre los vagabundos.
  - El tabernero: Los hombres lobo no puede devorarle y los aldeanos no puede votar en contra de él. Si el tabernero votó en contra de una persona que finalmente ha sido eliminada (incluso si esta es posteriormente indultada), pierde su inmunidad y su ficha. El tabernero debe votar en primer lugar, antes que el resto de los jugadores.
  - El noble: Tras una votación puede, a petición del condenado, indultar a un aldeano que haya sido elegido por el resto de la aldea para ser linchado. Dicho jugador no será eliminado. Puede indultarse a sí mismo. Después de realizar su acción pierde su poder.

- El hombre lobo albino (o lobo blanco): El objetivo de este personaje es ser el único superviviente de la aldea. Su identidad permanece en secreto para el resto de hombres lobo. Durante la partida, el hombre lobo albino actúa como el resto de los hombres lobo: se despierta a la vez que ellos durante la noche y participa en la designación nocturna de una víctima. Pero una de cada dos noches, después de que el resto de los hombres lobo se haya ido a dormir, puede despertarse de nuevo y eliminar a un hombre lobo.

- El cuervo: Al final de cada noche, el narrador lo despierta. El cuervo puede indicarle un jugador del que sospeche y entonces el narrador colocará la ficha del cuervo en el edificio del jugador seleccionado. El jugador señalado tendrá automáticamente dos votos en contra en la siguiente votación. El cuervo nunca puede señalar a un vagabundo y puede poner la ficha sobre la taberna.

- El pirómano: El pirómano actúa después del ataque de los hombres lobo. Cuando el narrador lo llame puede, una sola vez por partida, señalar uno de los edificios, sobre el cual el narrador colocará la ficha de “fuego”. A la mañana siguiente, después de que todos los aldeanos lo hayan visto, el edificio quemado se retira del juego y si el personaje que hubiera dentro no ha sido eliminado del juego, se convierte en un vagabundo. Si el edificio quemado pertenecía a una víctima de los hombres lobo, el hombre lobo más cercano a la derecha de la víctima muere carbonizado y los demás hombres lobo huyen aterrados de las llamas sin acabar su ataque. En tal caso, no habrá víctima esa noche.

## Expansión N.º3:Los hombres lobo de Castronegro - Personajes
- El niño salvaje

El niño salvaje es un aldeano, pero elegirá a otro jugador al principio de la partida, para que se convierta en su mentor. Si dicho mentor muere en el transcurso de la partida, el niño cambiará automáticamente de equipo y se transformará en un hombre lobo más.
- El zorro

Por la noche, el narrador lo despierta y el zorro señala a un jugador situado en el centro de un trío. Si al menos uno de los tres jugadores es un hombre lobo, el zorro puede realizar la misma operación la noche siguiente. Sin embargo, si ninguno de los tres jugadores es un hombre lobo, el zorro "pierde la pista" y por tanto pierde su poder para el resto de la partida.
- La sirvienta fiel

La sirvienta fiel sacrifica su personaje en lugar de otro personaje linchado (antes de que la carta del linchado sea revelada a todos); es decir, el jugador que jugase la sirvienta intercambia su carta con la de otro jugador a punto de ser linchado y juega con el nuevo rol intercambiado. El jugador originalmente linchado sigue siendo eliminado de la partida.
- Los tres hermanos (3 cartas)

Durante la primera noche, el narrador los despierta a la vez para que se reconozcan. Son simples aldeanos. Este personaje es muy útil para grandes grupos de jugadores, ya que crea un subgrupo de aldeanos con información adicional.
- El guarda campestre

Es nombrado por el Capitán, quien puede anular su nombramiento en cualquier momento. No es un personaje secreto, sino una función que se añade a la carta de un personaje (al igual que el Capitán). El narrador le prepara ciertas cartas de evento de la expansión Luna Nueva y el Guarda Campestre decide si se produce un evento del mazo que ha recibido, o no. El Capitán no puede nombrarse a sí mismo Guarda Campestre.
- El feriante y su oso

Al amanecer, si el oso del feriante "gruñe" (el narrador representará el sonido), quiere decir que a su izquierda o derecha se encuentra un hombre lobo u hombres lobos.
- Las dos hermanas (2 cartas)

La primera noche el narrador despierta a las dos hermanas para que se reconozcan. Son simples aldeanas. Este personaje es muy útil para grandes grupos de jugadores, ya que crea un subgrupo de aldeanos con información adicional.
- El actor

Cuando el actor esté presente en la partida, el narrador elige tres cartas de personaje adicionales (con excepción de hombre lobo) revelándolas antes de comenzar la partida. Cada noche, el actor puede elegir una de las tres cartas para desempeñar la función de ese personaje hasta la siguiente noche. Cuando un personaje es seleccionado, se retira de la partida para que el resto de jugadores puedan ver qué personajes han sido elegidos hasta el momento. Cuando el actor no pueda elegir más cartas, se convierte en un simple aldeano.
- El caballero de la espada oxidada

Este personaje envenena con el tétanos al primer hombre lobo que se encuentre a su izquierda, si es devorado por ellos. Ese hombre lobo morirá a la noche siguiente, exculpando así a todos los jugadores situados entre él y el caballero.
- El ángel

Si el ángel está presente en la partida, el primer turno comienza por una votación (en lugar de la noche). El objetivo del ángel es hacerse linchar en la primera votación del pueblo, o bien que los hombres lobo lo devoren en la primera noche. Si lo consigue, la partida finaliza y él gana solo. En caso contrario, la partida continúa, pero el ángel se convierte en un simple aldeano.
- El sectario abominable

La primera noche, el Narrador dividirá la aldea en dos grupos. Este personaje estará en una de ellos y su objetivo será eliminar al otro bando completo para poder ganar la partida al final de la misma: de otro modo, no se contará entre los vencedores aunque haya sobrevivido a los hombres lobo.
- El Infecto Padre de los Lobos

Se trata de un hombre lobo que, una vez por partida, en vez de matar al personaje seleccionado por la noche, puede elegir transformarlo en otro hombre lobo.
- El perro lobo

Al comenzar la partida, el Narrador llama al perro lobo y este elige entre ser un simple aldeano o un hombre lobo. Tras su muerte, el resto de personajes no sabrá cuál fue su elección.
- El aldeano-aldeano

Esta carta de personaje muestra el dibujo del simple aldeano por ambas caras: es público que se trata de un simple aldeano, de modo que, en principio, es de un personaje de confianza.
- El lobo feroz

Es un hombre lobo que tiene el poder de matar dos veces por noche. Selecciona una primera víctima con el resto de lobos y luego una segunda, él solo. Puede ser utilizado en partidas grandes para acelerar el juego. El Lobo Feroz pierde su poder cuando un hombre lobo es eliminado.

## Galardones
- Finalista en 2001 de los Tric Trac d'Or franceses.[2]
- Finalista en 2005 del premio Juego del año en España[3]